# Eliminación de código muerto
En programación, la eliminación de código muerto es una técnica de optimización de software comúnmente llevada a cabo de forma automática por un compilador optimizador que consta en eliminar cualquier tipo de código muerto, código inalcanzable, código redundante y almacenamiento muerto. Resulta importante eliminar este tipo de código por varias razones entre las que se enumeran: ahorrar tiempo de cómputo innecesario, evitar accesos a memoria innecesarios y ejecutar código que no se utilice ya que puede arrojar excepciones.
La eliminación del código inactivo puede reducir el tiempo de procesamiento y carga, y puede conducir a una reducción en el uso de recursos, como la cantidad de bytes transferidos.

## Algoritmos
Históricamente la eliminación de código muerto fue llevada a cabo mediante la información que se obtiene de un análisis de flujo de datos. Luego se publicó un artículo donde se mostraba esta técnica mediante static single assignment form. Más tarde se mejoró el algoritmo removiendo las operaciones de flujo de control innecesarias.

## Ejemplo
Suponiendo el siguiente trozo de código:
```
int
 
foo
()
 
{

   
int
 
a
 
=
 
24
;

   
int
 
b
 
=
 
25
;
 
// almacenamiento muerto

   
int
 
c
 
=
 
a
 
<<
 
2
;

   
if
 
(
true
)
 
//código muerto

       
c
 
=
 
a
 
<<
 
2
;
 
//código redundante

   
return
 
c
;

   
b
 
=
 
24
;
 
// código inalcanzable

}

```

Dado que presenta varios errores una eliminación de código muerto debería de dejar el código de la siguiente manera:
```
int
 
foo
()
 
{

   
int
 
a
 
=
 
24
;

   
int
 
c
 
=
 
a
 
<<
 
2
;

   
return
 
c
;

}

```

Dependiendo de que algoritmo se usó y de que forma se realice el código resultante puede variar. Utilizando otras técnicas de optimización como el plegamiento de constantes y la propagación de constantes de forma exhaustiva el código se podría llegar a reducir a lo siguiente:
```
int
 
foo
()
 
{

   
return
 
24
 
<<
 
2
;

}

```

O dependiendo del plegamiento y otras técnicas de optimización se podría calcular 24<<2 e incluso eliminar la función y reemplazar cada llamada a la misma, por ese valor.